# Ergodenzerlegung
In der Theorie dynamischer Systeme, spezieller der Theorie maßerhaltender Abbildungen, ist die Ergodenzerlegung ein wichtiges Hilfsmittel, um die Untersuchung allgemeiner dynamischer Systeme auf die Untersuchung ergodischer Systeme zurückführen zu können.
Im Allgemeinen lassen sich invariante Maße nicht einfach als Summe oder Linearkombination ergodischer Maße zerlegen, sondern man braucht kompliziertere Zerlegungsabbildungen, bei denen über den Raum der ergodischen Maße integriert werden muss.

## Zerlegungsabbildung
Es sei {\displaystyle (X,\omega )} ein Standard-Borel-Raum mit einer messbaren Wirkung einer Gruppe {\displaystyle G}. 
Wir bezeichnen mit {\displaystyle M^{G}(X)} den Raum der {\displaystyle G}-invarianten Wahrscheinlichkeitsmaße als Teilmenge des (lokal-konvexen) topologischen Vektorraums der signierten Radon-Maße mit der schwach-*-Topologie und der Borelschen σ-Algebra. Weiter sei {\displaystyle E^{G}(X)\subset M^{G}(X)} der (kompakte und konvexe) Unterraum der ergodischen Wahrscheinlichkeitsmaße.
Eine Zerlegungsabbildung ist eine messbare Abbildung
{\displaystyle \beta \colon X\to E^{G}(X)}
{\displaystyle x\mapsto \beta _{x}}
mit folgenden Eigenschaften:
- für alle {\displaystyle g\in G,x\in X} ist {\displaystyle \beta _{gx}=\beta _{x}}
- für alle {\displaystyle \eta \in E^{G}(X)} ist {\displaystyle X_{\eta }:=\beta ^{-1}(\eta )} messbar und {\displaystyle \eta (X_{\eta })=1}
- für alle {\displaystyle \mu \in M^{G}(X)} und alle messbaren Teilmengen {\displaystyle A\subset X} gilt

{\displaystyle \mu (A)=\int _{X}\beta _{x}(A)d\mu (x)}.

## Ergodenzerlegung
Es sei {\displaystyle G} eine abzählbare Gruppe und {\displaystyle (X,\omega )} ein Standard-Borel-Raum mit einer messbaren Wirkung der Gruppe {\displaystyle G}. Wenn {\displaystyle M^{G}(X)\not =\emptyset }, dann ist {\displaystyle E^{G}(X)\not =\emptyset } und es gibt eine Zerlegungsabbildung {\displaystyle \beta \colon X\to E^{G}(X)} mit obigen Eigenschaften.

## Eindeutigkeit
Die Ergodenzerlegung ist eindeutig in folgendem Sinne:
- Wenn {\displaystyle \beta ,\beta ^{\prime }\colon X\to E^{G}(X)} zwei Abbildungen mit den obigen Eigenschaften sind, dann gilt {\displaystyle \beta _{x}=\beta _{x}^{\prime }} für alle {\displaystyle x\in X\setminus N} mit einer Menge {\displaystyle N}, die {\displaystyle \mu (N)=0} für alle {\displaystyle \mu \in M^{G}(X)} erfüllt.

## Beispiele
- Für {\displaystyle \alpha =e^{2\pi i/n},n\in \mathbb {N} } betrachte die Wirkung von {\displaystyle G=\mathbb {Z} } auf {\displaystyle X=S^{1}\subset \mathbb {C} } durch {\displaystyle (m,z)\to \alpha ^{m}z} für {\displaystyle m\in \mathbb {Z} ,z\in S^{1}}. Dann ist für alle {\displaystyle z\in S^{1}}

{\displaystyle X_{\beta _{z}}=\left\{z,\alpha z,\alpha ^{2}z,\ldots ,\alpha ^{n-1}z\right\}}
und {\displaystyle \beta _{z}} ist die Gleichverteilung auf der endlichen Menge {\displaystyle X_{\beta _{z}}}.
- Sei {\displaystyle \alpha \in S^{1}\subset \mathbb {C} } keine Einheitswurzel und die Wirkung von {\displaystyle G=\mathbb {Z} } auf {\displaystyle X=S^{1}\times \left[0,1\right]} gegeben durch {\displaystyle (m,(z,t))\to (\alpha ^{m}z,t)} für {\displaystyle m\in \mathbb {Z} ,(z,t)\in S^{1}\times \left[0,1\right]}. Dann ist für alle {\displaystyle (z,t)\in S^{1}\times \left[0,1\right]}

{\displaystyle X_{\beta _{(z,t)}}=S^{1}\times \left\{t\right\}}
und {\displaystyle \beta _{(z,t)}} ist die Gleichverteilung (das normierte Lebesgue-Maß) auf {\displaystyle S^{1}}.